# Ernest J. Wilczynski
Ernest Julius Wilczynski (* 13. November 1876 in Hamburg; † 14. Dezember 1932 in Denver, Colorado) war ein US-amerikanischer Mathematiker.

## Leben
Wilczynski ging in Hamburg und Chicago zur Schule, wohin seine Familie emigrierte. Zum Mathematikstudium ging er an die Universität Berlin, wo er 1897 promoviert wurde (Hydrodynamische Untersuchungen mit Anwendung auf die Theorie der Sonnenrotation). Mathematik hörte er in Berlin bei Lazarus Fuchs, Alfred Pringsheim, Kurt Hensel, Ludwig Schlesinger, Hermann Amandus Schwarz und Physik bei Max Planck. Zurückgekehrt in die USA war er beim Nautical Almanac Office in Washington, D.C. und ab 1898 Instructor an der University of California, Berkeley, wo er 1902 Assistant Professor und 1906 Associate Professor wurde. Von 1903 bis 1905 war er in Europa für die Carnegie Institution, unter anderem in Italien, wo er seine spätere Frau (Heirat 1906) traf. 1907 war er an der University of Illinois und 1910 an der University of Chicago, wo er 1914 eine volle Professur erhielt. Seine Gesundheit verschlechterte sich aber, so dass er 1923 seine Vorlesungstätigkeit aufgeben musste.
Wilczynski befasste sich zunächst mit theoretischer Astronomie und mit mathematischen Problemen der dabei auftretenden Differentialgleichungen. Bekannt wurde er aber durch die Beschäftigung mit projektiver Differentialgeometrie. Auf diesem Gebiet war er ein Pionier, obwohl es schon vorher Ansätze bei Georges Henri Halphen und Gaston Darboux gab. Auf dem Gebiet war auch Guido Fubini aktiv. Wilczynski knüpfte an Halphen an, der sich aber vor allem mit ebenen und Raum-Kurven befasste, während Wilczynski eine Theorie von Regelflächen entwickelte.
1906 war er Colloquium Lecturer der American Mathematical Society (AMS) (Projective Differential Geometry). Er war Vizepräsident der AMS und ab 1919 Mitglied der National Academy of Sciences.

## Schriften
- Projective differential geometry of curves and ruled surfaces, Leipzig, Teubner 1906, Online
- Projective differential geometry of curved surfaces, Teil 1–5, Transactions American Mathematical Society, Band 8, 1907, S. 223–260, Band 9, 1908, S. 79–120, 293–315, Band 10, 1909, S. 176–200, 279–296.